# Атович Антон Іванович
Антон Іванович Ато́вич (роки народження і смерті невідомі) — український золотар і живописець XVII — початку XVIII століття. Працював у місті Ромнах (тепер Сумська область, Україна).

## Творчість
Разом з Андрієм Песляковським створив оклад до Євангелія, оздоблений сканню і рельєфними зображеннями євангелістів та апостолів. Зберігається у Полтавському художньому музеї.